# Polonia en los Juegos Olímpicos de Pyeongchang 2018
Polonia estuvo representada en los Juegos Olímpicos de Pyeongchang 2018 por un total de 62 deportistas que compitieron en 12 deportes. Responsable del equipo olímpico fue el Comité Olímpico Polaco, así como las federaciones deportivas nacionales de cada deporte con participación.
El portador de la bandera en la ceremonia de apertura fue el patinador de velocidad Zbigniew Bródka.

## Medallistas
El equipo olímpico polaco obtuvo las siguientes medallas:
| Nombre                                           | Deporte         | Competición                 |
| ------------------------------------------------ | --------------- | --------------------------- |
| Oro                                              |                 |                             |
| Kamil Stoch                                      | Saltos en esquí | Trampolín largo M           |
| Plata                                            |                 |                             |
| —                                                |                 |                             |
| Bronce                                           |                 |                             |
| Maciej Kot Stefan Hula Dawid Kubacki Kamil Stoch | Saltos en esquí | Trampolín grande por eqs. M |